# Municipio de Monroe (condado de Pike)
El municipio de Monroe (en inglés: Monroe Township) es un municipio ubicado en el condado de Pike en el estado estadounidense de Indiana. En el año 2010 tenía una población de 673 habitantes y una densidad poblacional de 5,95 personas por km².

## Geografía
El municipio de Monroe se encuentra ubicado en las coordenadas 38°17′11″N 87°15′29″O / 38.28639, -87.25806. Según la Oficina del Censo de los Estados Unidos, el municipio tiene una superficie total de 113.1 km², de la cual 109,98 km² corresponden a tierra firme y (2,76 %) 3,12 km² es agua.

## Demografía
Según el censo de 2010, había 673 personas residiendo en el municipio de Monroe. La densidad de población era de 5,95 hab./km². De los 673 habitantes, el municipio de Monroe estaba compuesto por el 97,62 % blancos, el 0,15 % eran asiáticos, el 1,19 % eran de otras razas y el 1,04 % eran de una mezcla de razas. Del total de la población el 1,19 % eran hispanos o latinos de cualquier raza.